# Orval, Manche

Orval este o comună în departamentul Manche, Franța. În 1 ianuarie 2018 avea o populație de 855 de locuitori.